# Vladimír Němec
Vladimír Němec (12. září 1900 Brno – 7. května 1942 koncentrační tábor Mauthausen) byl český chemik, pedagog a odbojář popravený nacisty.

## Život

### Civilní život
Vladimír Němec se narodil 12. září 1900 v Brně v rodině uzenářů Josefa a Marie Němcových. V roce 1918 maturoval na brněnské II. české reálce, poté mezi lety 1918 a 1922 studoval chemicko-technologické inženýrství na české technice v Brně, kde v roce 1926 také získal doktorát. Poté do roku 1924 pracoval ve vojenské muniční továrně v Poličce a dále v Ústavu anorganické chemie a ústavu pro koželužství při české Vysoké škole technické v Brně a Výzkumném ústavu pro průmysl koželužský v Brně. Předsedal Spolku asistentů českých vysokých škol v Brně a byl členem Moravské přírodovědecké společnosti. Publikoval zejména na téma koželužské chemie. Dne 5. ledna 1936 uzavřel sňatek s Miladou Korolkovovou.

### Protinacistický odboj
Vladimír Němec se zapojil do protinacistického odboje v rámci Petičního výboru Věrni zůstaneme, mj. prováděl spolupráci s příslušníky výsadku ze Sovětského Svazu. Mezi jeho blízké spolupracovníky patřil Václav Šilhan a Jan Obořil. Zatčen byl 7. října 1941 a poté vězněn na Kounicových kolejích. Dne 13. ledna 1942 byl odsouzen k trestu smrti a následně převezen do koncentračního tábora Mauthausen. Popraven byl 7. května 1942.

## Posmrtná ocenění
- Dne 16. prosince 1946 byl Vladimíru Němcovi udělen in memoriam Československý válečný kříž 1939.
- Dne 9. srpna 1947 byl Vladimír Němec in memoriam jmenován řádným profesorem pro obor chemické technologie tříslovin a kůže s účinností od 1. května 1942.